# Gyöngyöző cián
A Gyöngyöző cián (Sparkling Cyanide) Agatha Christie írónő 1945-ben publikált, „Remembered Death” cím alatt is ismert detektívregénye. Az első magyar kiadás Valaki hiányzik címen, Kosáryné Réz Lola fordításában jelent meg a Palladis könyvkiadó Detektívregények legjava sorozatában jelent meg.
A regény a nyolc évvel korábban megjelent Sárga írisz történet átdolgozott és bővített változata, míg azonban abban Hercule Poirot szerepelt, az új változatba Race ezredes került be helyette. A főszereplő Iris Marle és nővére, Rosemary kapcsolatában Agatha Christie és nővére, Madge viszonya tükröződik.

## Fontosabb szereplői
- Rosemary Barton – tragikus véget ért elbűvölő, de meglehetősen butácska vagyonos dáma (vajon csakugyan öngyilkos lett?)
- George Barton – Rosemary férje
- Iris Marle – Rosemary húga
- Lucilla Drake – Rosemary és Iris nagynénje, Rosemary halála után Iris hölgy kísérője
- Victor Drake – Lucilla rossz útra tévedt fia, aki amikor csak módjában áll kihasználja rokonait
- Paul Bennett – Rosemary és Iris anyjának régi hódolója, halála után nagy vagyont hagyott keresztlányára Rosemaryre
- Anthony Brown – (alias Tony Morelli) Rosemary egyik hódolója, akiről senki nem tud semmi kézzelfoghatót
- Stephen Farraday – parlamenti képviselő, Rosemary hódolója
- Lady Alexandra Farraday – Stephen Farraday felesége, a befolyásos Kidderminster klán sarja
- Ruth Lessing – George Barton titkárnője és jobbkeze
- Race ezredes – George Barton gyermekkori ismerőse
- Kemp főfelügyelő – Az Új Scotland Yard nyomozója

## Cselekménye
Még egy év sem telt el azóta, hogy a gyönyörű örökösnő, Rosemary Barton meghívta hét barátját születésnapi partijára. Heten ülnek asztalhoz, de csak hatan hagyják el a termet élve. Vajon Rosemary tényleg öngyilkos lett? Férjében George-ban egyre inkább erősödik a kétely, hogy életvidám felesége valóban önnön kezével vetett véget életének – különösen azután, hogy névtelen leveleket kap, amelyek hidegvérű gyilkosságra utalnak. A történet középpontjába kerül egy – vagyis két – pezsgőspohár, amihez senki nem férhetett hozzá és amiben ennek ellenére ott gyöngyözik a cián…
George barátja, Race ezredes kideríti, hogy a mérget valójában Irisnek, Rosemary húgának szánták. Rosmary korábban nagyobb vagyont örökölt, amely – saját gyermekek híján – Irisre szállt. Ha Iris is meghalt volna, akkor nagynénje, Mrs. Drake örökölt volna utána. Mrs. Drake fia, Victor, a család fekete báránya, aki mindannyiszor öngyilkossággal fenyegetőzik, amikor pénzszűkébe kerül. Race ezredes és Iris kérője, Anthony Browne rájönnek, hogy Victor együtt tervelte ki a gyilkosságot szeretőjével, Ruth Lessinggel, aki George titkárnője volt.
A terv félresiklott, mivel amikor Iris táncolni ment, és leejtette a kézitáskáját, a pincér véletlenül egy hellyel odébb rakta vissza az asztalra. Így amikor a tánc véget ért, George ült Iris helyére, és ő itta meg a mérgezett pezsgőt. Ruth Iris táskájába csúsztatta a méreg csomagolását, hogy öngyilkosság látszatát keltse, Victor pedig pincérnek álcázva magát megmérgezte a pezsgőt. Mivel az eredeti terv nem sikerült, Ruth megpróbálta Irist autóval elütni, majd gázzal elkábítani, de Race ezredes és Anthony Browne megmentették.

## Magyarul
- Valaki hiányzik...; ford. Kosáryné Réz Lola; Palladis, Bp., 1947 (Detektívregények legjava)
- Gyöngyöző cián; ford. Köves Erzsébet; Magyar Könyvklub, Bp., 1996

## Feldolgozások
- Gyöngyöző cián (Sparkling Cyanide, 1983), rendező: Robert Michael Lewis, szereplők: Anthony Andrews, Deborah Raffin, Pamela Bellwood
- Gyöngyöző cián (Sparkling Cyanide, 2003), rendező: Tristram Powell, szereplők: Pauline Collins, Oliver Ford Davies, Kenneth Cranham